# Bély
Bély (szlovákul: Biel) község Szlovákiában, a Kassai kerület Tőketerebesi járásában.

## Fekvése
Királyhelmectől 8 kilométerre délkeletre fekszik, a Bodrogköz szlovákiai részének keleti szegletében, a Karcsa-ér partján, közvetlenül a szlovák-magyar határ mellett; a legközelebbi magyarországi településtől, Zemplénagárdtól alig pár kilométer választja el.

## Története
1214-ben a leleszi alapítólevélben említik először „Beyle” néven. A 13. században a Tőke család birtoka, a 14. században a Tőke, Cigándi, Tárkányi és Agárdi családoké. A 15. században a Perényiek és Bacskaiak is tulajdonosok a faluban. A 16. században több birtokosa volt, mint a Vassai, Vékey, Palugyay, Paczóth, Járay, Doroszlay és Horváth családok tagjai. 1557-ben 5 portája létezett. Az 1620-as évektől a 20. század közepéig a Sennyey család birtoka. 1715-ben 7 házas és 26 puszta jobbágytelke volt. 1787-ben 58 házában 401 lakos élt.
A 18. század végén Vályi András így ír róla: „BÉLY. Magyar falu Zemplén Vármegyében, lakosai katolikusok, és reformátusok, fekszik a’ Zempléni járásban, határja mindenféle veteményt bőven hoz, szénája jó, de mivel elegendő legelője nintsen, sem fája, a’ második Osztályba tétettetett.”
1828-ban 79 háza és 587 lakosa volt. Lakói mezőgazdasággal, állattartással foglalkoztak.
Fényes Elek 1851-ben kiadott geográfiai szótárában így ír a faluról: „Bély, magyar-orosz falu, Zemplén vármegyében, 301 r., 332 g. kath., 17 ref., 30 zsidó lak., szép kastélylyal és angol kerttel, 417 hold szántófölddel, sok réttel és legelővel. F. u. b. Sennyei. Utolsó postája Ujhely.”
Borovszky Samu monográfiasorozatának Zemplén vármegyét tárgyaló része szerint: „Bély, egyike a vármegye legrégibb községeinek. Már a honfoglalás korában megerősített szláv fészek volt. Házainak száma 157, lakosaié, a kik mind magyarok, s ág. h. ev. és gör.-kath. vallásúak, 907. Legrégibb birtokosa a Tőke család volt, de 1411-ben már az Agárdiak is említve vannak. 1417-ben a Nagytárkányi és a Perényi családok osztozkodtak birtokán. Ezek mellett 1465-ben a Bacskaiak is felmerülnek, 1501-ben pedig Vassai István is birtokosa. 1570 előtt Vékey Ferencz a maga itteni részét unokájára: Palugyay Erzsébetre iratja át. 1573-ban a birtokosok között van Nagy Orbán is és 1579-ben Palugyay Erzsébet révén férje, Paczóth Ferencz. 1584-ben a Kéri Járay családot iktatják egy kúria birtokába, 1592-ben pedig Paczóth Ferencz kap itt kir. adományt. 1598-ban, az akkori összeírás alkalmával, Paczóth Ferencz, Tárkányi János özvegye, Doroszlay György és Horváth Ferencz szerepelnek birtokosokként. 1620-ban Tárkányi Fruzsina révén, ’Sennyey Pongrácz fia Sándor nyeri hozományul. 1675-ben Pethő Jánost is az egyik birtokrészbe iktatják. A mult század elején a ’Sennyeyeken kívül még a báró Tomsich és az Apagyi családok is említtetnek földesurai között, ma azonban csak báró ’Sennyey Bélának van itt nagyobb birtoka és szép kastélya, melyet báró ’Sennyey László 1781-ben építtetett. A községben nincs templom, csak a kastély mellett, fenyvesek között, áll a tágas és csinos gothikus kápolna. Egyébként körjegyzőségi székhely, posta-, távíró- és vasúti állomás.”
1920-ig Zemplén vármegye Bodrogközi járásához tartozott. 1938 és 1945 között ismét Magyarország része volt.
Az általános iskola új épületét 1959-ben avatták fel.

## Népessége
| Év:            | 1994. | 2004.   | 2014.   | 2024.   |
| -------------- | ----- | ------- | ------- | ------- |
| Emberek száma: | 1299  | 1418    | 1451    | 1351    |
| Eltérés:       |       | +9,16 % | +2,32 % | -6,89 % |

| Év:            | 2023. | 2024.   |
| -------------- | ----- | ------- |
| Emberek száma: | 1357  | 1351    |
| Eltérés:       |       | -0,44 % |

1910-ben 1030-an, túlnyomórészt magyar anyanyelvűek lakták.
2001-ben 1353 lakosából 1021 magyar és 315 szlovák volt.
2011-ben 1474 lakosából 1036 magyar és 366 szlovák volt.
2021-ben 1352 lakosából 919 magyar (68%), 364 szlovák, 17 cigány, 2 ukrán, 1 cseh, 1 német, 1 orosz, 2 egyéb, 45 ismeretlen nemzetiségű volt.

## Neves személyek
- Itt született 1836-ban Zboray Béla (1836-1920) köz- és váltó-ügyvéd, országgyűlési képviselő.
  - Leszármazottja Csilla von Boeselager (1941-1994) vegyész, marketingszakember, máltai dáma, a Magyar Máltai Szeretetszolgálat egyik alapítója.
- Itt született 1898-ban Mondy Miklós görögkatolikus esperes, író.
- Itt szolgált Kodolányi Antal (1835-1910) mezőgazdász, szakíró, a magyar földhitelintézet becslője.
- Itt szolgált Mag Gyula (1932-2016) tanár, múzeumigazgató.

## Nevezetességei
- Kastélyát 1781-ben Sennyei László építette, a 19. században bővítették. 1945 után a kastély és a körülötte elterülő park is pusztulni kezdett. Mára az épületet részben felújították.
- Temploma 1854-ben épült neogótikus stílusban.
- Haranglába a 19. század végén készült.
- Itt található a Petőfi Sándor Intézet a Senney Kastélyban.

## Testvértelepülések
- Cigánd, Magyarország